# Spoorlijn Coudekerque-Branche - Les Fontinettes
De Spoorlijn Coudekerque-Branche - Les Fontinettes is een Franse spoorlijn van station Coudekerque-Branche bij Duinkerke naar Les Fontinettes bij Calais. De lijn is 42,9 km lang en heeft als lijnnummer 304 000.

## Geschiedenis
De lijn werd aangelegd door de Compagnie des chemins de fer du Nord-Est en in gedeeltes geopend. Het eerste gedeelte, als onderdeel van de verbinding tussen Station Watten-Éperlecques en station Gravelines tussen Bourbourg en Gravelines werd geopend op 9 maart 1873. De gedeeltes tussen Coudekerque-Branche en Bourbourg en tussen Graveline en Les Fontinettes werden geopend op 10 augustus 1876. 

## Treindiensten
De SNCF verzorgt het personenvervoer op dit traject met TER treinen.
| Serie | Treinsoort | Route                                | Bijzonderheden |
| ----- | ---------- | ------------------------------------ | -------------- |
| P 72  | TER (SNCF) | Calais-Ville – Bourbourg – Dunkerque |                |

## Aansluitingen
In de volgende plaatsen is of was er een aansluiting op de volgende spoorlijnen:
Coudekerque-Branche
RFN 301 000, spoorlijn tussen Lille en Les Fontinettes
RFN 301 306, raccordement van de Yser
Grande-Synthe
RFN 302 526, lus van Dunkerque
RFN 302 536, raccordement van Grande-Synthe
RFN 304 603, stamlijn ZI de Petite-Synthe
aansluiting Puyt-Houck-Est
RFN 302 506, raccordement van Dunkerque-Ouest
aansluiting Puyt-Houck-Ouest
RFN 302 511, spoor van de Port Rapide
Craywick-Coppenaxfort
RFN 304 300, raccordement sud van Dunkerque
Bourbourg
RFN 303 000, spoorlijn tussen Watten-Éperlecques en Bourbourg
Gravelines
RFN 304 606, stamlijn quai est
aansluiting Coulogne
RFN 314 306, raccordement van Les Fontinettes
Les Fontinettes
RFN 295 000, spoorlijn tussen Lille en Les Fontinettes
RFN 314 000, spoorlijn tussen Boulogne-Ville en Calais-Maritime

## Elektrische tractie
Het gedeelte tussen Coudekerque-Branche en de aansluiting Puyt-Houck werd in 1962 geëlektrificeerd met een spanning van 25.000 volt 50 Hz. Tussen de aansluiting Puyt-Houck en Les Fontinettes vond elektrificatie plaats in 2014.

## Galerij

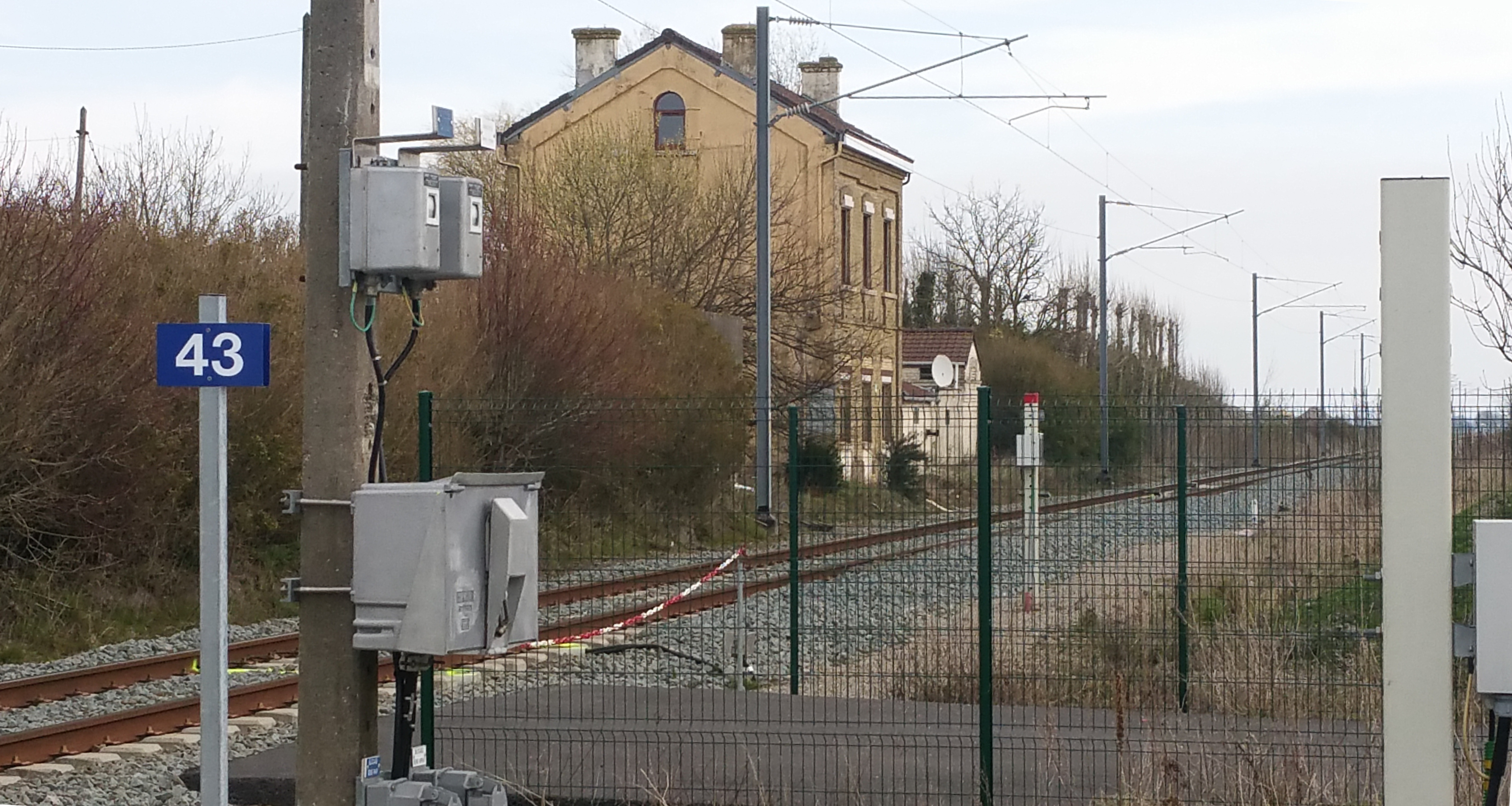
Voormalig station Pont-d'Oye
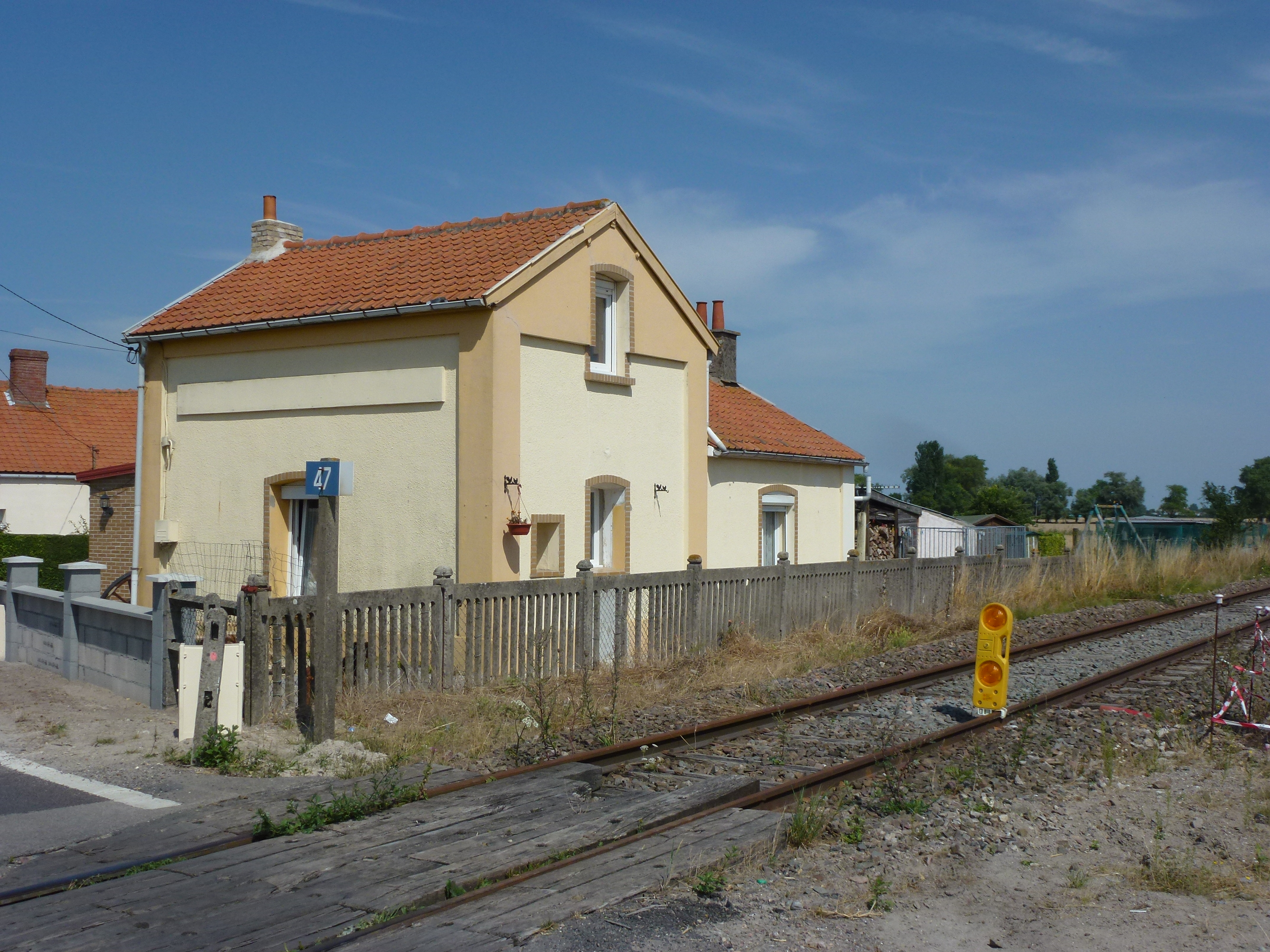
Voormalig station Offekerque